# Второй Афинский морской союз

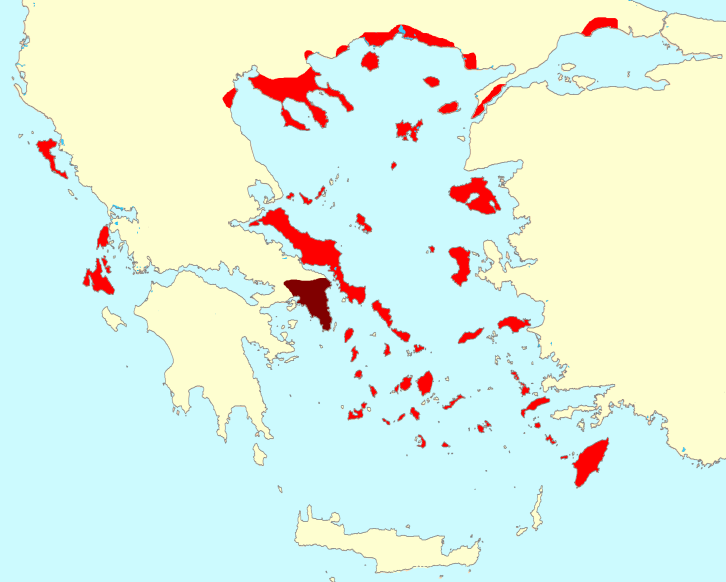
Государства в составе Второго афинского морского союза

Второй Афинский морской союз (378—355 гг. до н. э.) — военно-политический союз древнегреческих государств IV в. до н. э.

## Образование союза
В V в. до н. э. Спарта, одержавшая победу над Афинами в Пелопоннесской войне и завоевавшая гегемонию в Балканской Греции и бассейне Эгейского моря, вызвала всеобщее возмущение своим тираническим правлением, что привело к Коринфской войне. Эта война окончилась Анталкидовым миром, закреплявшим политическую раздробленность Греции и усиливавшим позиции Персии.
Воспользовавшись миром, а также тем, что Персия в противовес всё ещё сильной Спарте поддерживала её врагов, Афины начали укреплять своё положение. Им вернули острова Лемнос, Имброс, Скирос, а также город Византий. В конце 380-х гг. до н. э. Афины установили контакты с островом Хиос. В 378 г. до н. э. эти политические отношения были оформлены как новая политическая организация — Второй Афинский морской союз.

## Союзный договор
Структура Второго Афинского морского союза существенно отличалась от политической организации Первого Афинского морского союза. Афины обязались не вмешиваться во внутренние дела своих союзников, уважать их политический строй, не имели права посылать к ним своих должностных лиц и гарнизоны, выводить свои колонии на территорию союзников. Этим пунктами договора исключался диктат Афин над своими союзниками.
Верховным органом Союза был синедрион, который был выборным (один полис — один голос) и заседал в Афинах. Другим высшим органом власти было афинское народное собрание. Вместо обязательного ненавистного фороса (φόρος), который определялся и контролировался афинскими должностными лицами, союзники вносили взносы (σύνταζις {синтаксис} — складчина), размер которого определялся синедрионом.
В период расцвета Союз включал в себя такие полисы как Хиос, Византий, Родос, Кос, Митилена, Мефимна, города Эвбеи и Фракийского побережья.

## Война против Спарты
К новому союзу вскоре присоединился ещё ряд государств. Хотя это объединение насчитывало только около 70 государств и уступало по размерам Первому Афинскому морскому союзу, достигавшему до 200 членов, но представляло собой достаточно внушительную силу, бросившую вызов гегемонии Спарты.
Располагая финансовыми средствами Союза, афиняне построили флот в 100 триер и начали военные операции против Спарты, втянутой в Беотийскую войну с Фивами.
Вынужденные противодействовать афинской угрозе, спартанцы направили против Афин свой флот, но он был разбит афинским полководцем Хабрием в битве при Наксосе. После этой победы афинский флот завоевал господство в Эгейском море.
Поход Тимофея вокруг Пелопоннеса в 375 г. до н. э. привёл к тому, что в новый союз вошли многие государства западного побережья Балканской Греции (Кефалления, Керкира, Акарнания).
Однако силы Союза ограничивались слабой финансовой базой, из-за чего возникали сложности с содержанием флота, гражданского ополчения и комплектации наёмниками. Кроме того, победы Афин усиливали Фивы, а соперничество афинян и фиванцев, захвативших дружественные Афинам Платеи, снова возобновилось. Это привело к тому, что в 371 г. до н. э. Спарта заключила с Афинами Каллиев мир. По этому миру Спарта официально признавала Второй Афинский морской союз, давала обязательство вывести свои гарнизоны из греческих полисов и предоставляла им полную автономию. Спарта также заручилась дружественным нейтралитетом афинян.

## Союзническая война и распад союза
После битвы при Мантинее, когда Спарта и Фивы взаимно ослабили друг друга, Афины остались единственной сильной державой в Греции. Не видя перед собой серьёзных противников, афиняне решили вернуться к своей имперской политике по отношению к свои союзникам. На территорию союзников (например, Самоса, Сеста, Потидеи) афиняне вывели несколько тысяч своих колонистов-клерухов, потребовали от своих союзников увеличения взносов, а также передали ряд судебных исков союзников в юрисдикцию афинских судов.
Афины также увеличили свой флот до 250 триер для поддержания своего господства. Однако его содержание в реалиях IV в. до н. э. обходилось крайне дорого, что привело к злоупотреблениям афинских военачальников и грабежу населения союзных городов.
Растущее недовольство союзников политикой Афин привело к тому, что наиболее влиятельные государства (Хиос, Родос, Кос, Византий и др.) объединили свои силы, создали свой флот и объявили о выходе из союза. Двухлетняя Союзническая война, в которой Афины потеряли своих лучших военачальников и истратили значительные финансовые средства, привела к тому, что афиняне признали независимость своих союзников. Фактически это означало распад Второго Афинского морского союза, который теперь включал в себя только Афины и ряд мелких островов Эгейского моря.
Официально Второй Афинский морской союз был распущен только в 338 г. до н. э. на конгрессе в Коринфе по требованию македонского царя Филиппа II.